# Meinrad Spieß
Meinrad Spieß (Honsolgen, 24 agosto 1683 – Irsee, 12 giugno 1761) è stato un compositore tedesco.

## Biografia

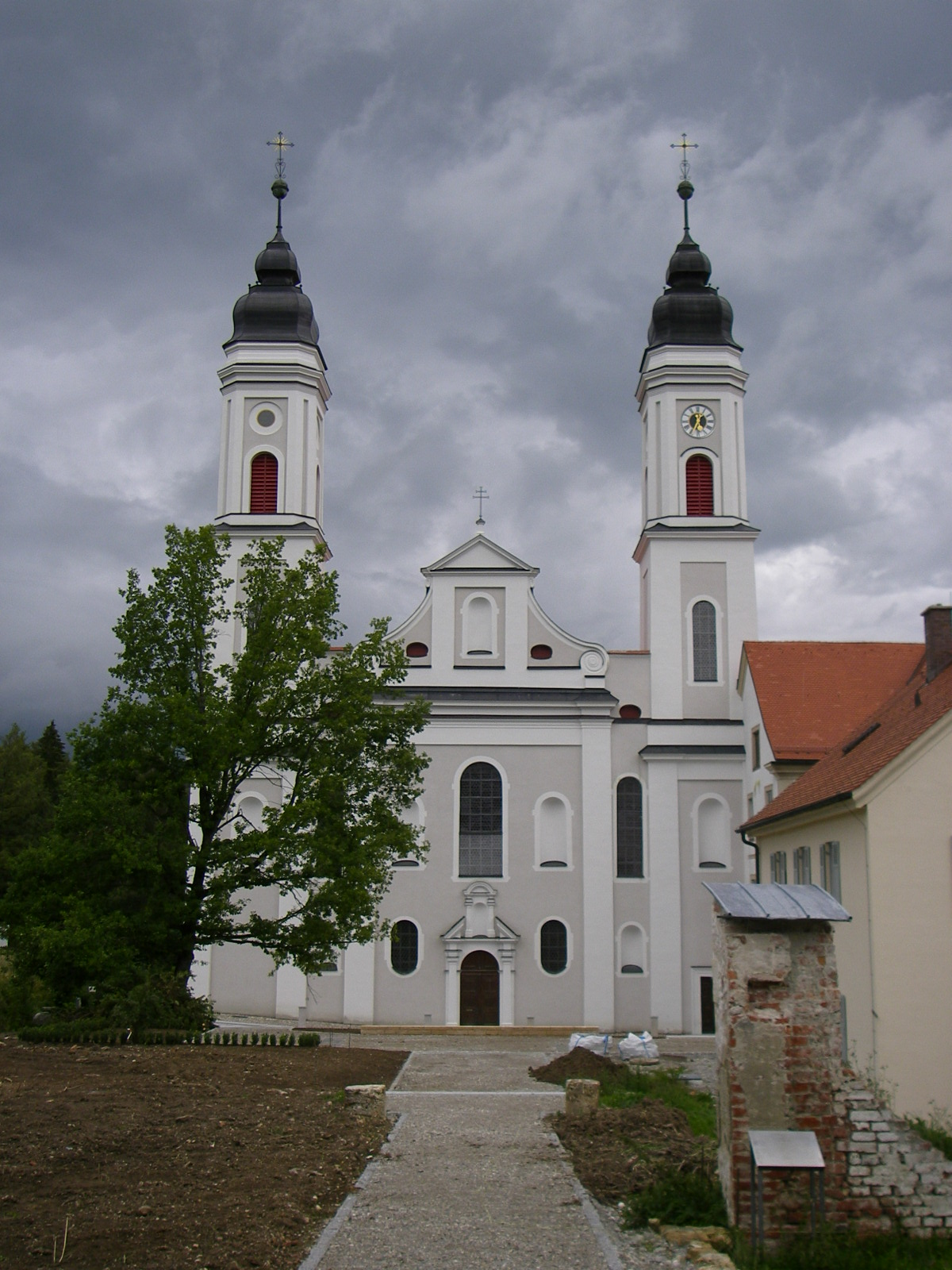
La chiesa dell'abbazia benedettina di Irsee.

Battezzato con il nome di Matthäus, entrò undicenne nell'abbazia benedettina di Irsee, dove frequentò il liceo e ricevette la prima formazione musicale. Nel 1701 entrò nel noviziato e nel 1702 fece la professione religiosa, prendendo il nome di Meinrad. Terminato il corso di studi del seminario fu ordinato presbitero nel 1707.
Meinrad si mise in luce per le eccezionali doti musicali e trentenne fu inviato a Monaco di Baviera per perfezionarsi sotto la guida di Giuseppe Antonio Bernabei (1649-1732), maestro di cappella di Corte di Massimiliano II Emanuele di Baviera. Stette a Monaco dal 1709 al 1712, quando tornò alla sua abbazia, dove trascorse il resto della sua vita.
Nel 1743 Lorenz Christoph Mizler lo nominò membrò della Correspondierende Societät der musicalischen Wissenschaften di Lipsia, che aveva annoverato  Bach, Händel e Telemann.

## Opere
Lo stesso autore incluse un catalogo delle sue opere nel "Tractatus Musicus Compositorio-Practicus":
- op. I: Antiphonum Marianum, Kempten 1713
- op. II: Cithara Davidis noviter animata, h.e. Psalmi Vespertini, Konstanz 1717[1]; Verlag C. Hofius, Ammerbuch 2010
- op. III: Philomela Ecclesiastica, h.e. Cantiones Sacrae, Augsburg 1718
- op. IV: Cultus Latreutico-Musicus hoc est Sex Missae Festiv., Konstanz 1719
  - Nr. 1: Missa S. Eugenii, Regis Africae et Martyris [2]
  - Nr. 2: Missa S. Fausti, Militis et Martyris [3]
  - Nr. 3: Missa S. Candidi, Militis et Martyris [4]
  - Nr. 4: Missa A. Apolloniae, Virginis et Martyris
  - Nr. 5: Missa S. Barbarae, Virginis et Martyris
  - Nr. 6: Missa S. Catharinae, Virginis et Martyris
  - Nr. 7: Requiem I (in do), Missa Pro Defunctis,[5]
  - Nr. 8: Requiem II (in si). Missa Pro Defunctis
- op. V: Laus Dei in Sanctis Eius, h.e. Offertoria XX., Mindelheim 1723
- op. VI: Hyperdulia Musica, h.e. Lytaniae Lauretanae de B. M. V., Augsburg 1726
- op. VII: Sonatae XII., Augsburg 1734
- op. VIII: Tractatus Musicus Compositorio-practicus, Augsburg 1745 [6]